# Nhà thờ Thánh Margaret thành Antioch ở Kopčany
Nhà thờ Thánh Margaret thành Antioch gần làng Kopčany, ở Slovakia, là một trong những nhà thờ cổ nhất vẫn còn tồn tại từ thời Đế chế Moravian vĩ đại. Nhà thờ được xây dựng vào khoảng thế kỷ 9 hoặc thế kỷ 10 và lần đầu được đề cập đến vào năm 1329. Nhà thờ được sử dụng đến tận thế kỷ 18 khi có một nhà thờ mới được xây thay thế ở làng Kopčany.

## Miêu tả
Nhà thờ ban đầu vốn được xây dựng theo kiểu kiến trúc tiền Romanesque. Nhà thờ chỉ có một gian bao gồm một khu vực chancel (bao gồm bàn thờ chính, ca đoàn và cung thánh) theo hình chữ nhật nhỏ. Các cuộc khai quật đã cho thấy ở cuối phía tây của nhà thờ, vốn có một khu vực tiền sảnh (narthex) hình chữ nhật, đồng thời tại khu vực này còn có một ngôi mộ lớn bằng đá cho người đã sáng lập ra nhà thờ. Sau đó, khu vực tiền sảnh (narthex) đã bị phá đi, thay vào đó là một mái vòm kiểu dáng Gothic được thêm vào cuối phía tây nhà thờ để tạo thành một lối vào.
Từ năm 1995, nhà thờ đã được xếp vào danh sách Di sản Văn hóa của Slovakia. Khách tham quan có thể tiếp cận thoải mái phía bên ngoài nhà thờ. Nhà thờ hiện nằm trên một cánh đồng ở phía đông làng Kopčany, phía bên kia sông Morava và cách làng Mikulčice khoảng 1,6 kilômét. Ngoài ra, nhà thờ còn nằm gần một tàn tích có từ thế kỷ 18, cùng với một hồ bắt vịt ở gần đó.

## Bộ sưu tập
| - Nhà thờ Thánh Margaret thành Antioch, làng Kopčany, Slovakia - Cửa sổ của nhà thờ nguyên thủy nhìn từ phía bắc - Cửa sổ theo kiểu đá đỉnh vòm nhìn từ phía bắc - Cửa sổ theo kiểu đá đỉnh vòm hình tam giác - Vòm kiểu Gothic ở cuối phía tây với dấu tích của cửa sổ bên trên - Mái vòm Gothic ở cuối phía tây của nhà thờ với cửa sổ bên trên - Hình dạng của khu tiền sảnh được khai quật - Các phiến đá bên ngoài nhà thờ cho thấy vị trí của các ngôi mộ thế kỷ 9-10 - Cửa sổ phía nam của gian giữa cho thấy bằng chứng về việc tu sửa và đã từng có các cửa sổ khác từ trước đó - Cửa sổ phía nam tại gian giữa và cung thánh - Cửa sổ phía đông tại gian giữa giáo đường của nhà thờ |